# Gogrial
Gogrial ou Qaqriyal é uma cidade do Sudão do Sul que está localizada no centro do estado de Uarabe, perto das fronteiras com o Sudão e a região de Abiei.